# 채희재의 난
채희재의 난(蔡喜載의 亂) 또는 채희재의 역모 사건(蔡喜載의 逆謀事件)은 1849년(헌종 15) 6월부터 1851년(철종 2) 10월에 채희재, 김응도, 최치각 등에 의해 준비, 시도된 정변으로, 소현세자의 7대손 명섭을 추대하려다가 그해 10월 내부 고변으로 적발된 사건이다. 가담자들이 황해도 출신이라 해서민란으로도 부른다.
1849년 6월부터 채희재, 김응도(金應道) 등은 소현세자의 손자 임창군 이혼(臨昌君 李焜)의 5대손 이명섭 등과 교류, 1851년 11월 7일을 거사일로 정했으나 가담자 고성욱(高成旭) 등의 고변으로 거사 전 체포, 일망 타진되었다. 주도자 채희재는 11월 26일, 김응도, 기덕우, 최치각 등은 그해 11월 3일 복주되었다. 이명섭은 체포되어 올라오던 중 병사하였고, 그의 형제 이명혁은 11월 11일 함경도 단천군으로 유배되었다.